# استئصال الفص الصدغي الأمامي
استئصال الفص الصدغي الأمامي (بالإنجليزية:  Anterior Temporal Lobectomy)‏ هي عملية جراحية دماغية يتم اجراؤها للمرضى الذين يعانون من صرع الفص الصدغي المتوسطي (mesial temporal lobe epilepsy MTLE).
مرض الصرع يعاني منه ما يقارب من 0.5 إلى 1% من تعداد السكان العالمي حيث أن ثلث المرضى يعاني من فشل في السيطرة على نوبات التشنج الناتجة عن مرض الصرع على الرغم من استخدام الأدوية المضادة للتشنجات، وفي حال زيادة الجرعات فانهم يكونوا غير قادرين على تحمل الأعراض الجانبية الناتجة عن استخدام تلك الأدوية للسيطرة على النوبات.
إن عدم السيطرة العلاجية على نوبات التشنج الناتجة عن الصرع قد يؤدي إلى نقص في الإدراك، وقصور في حالة المريض النفسية، وقد يؤدي إلى زيادة احتمالية الوفاة أوالموت المفاجئ.
صرع الفص الصدغي المتوسطي هو الأكثر شيوعاً في النوبات الجزئية، وهو أكثر الأنواع مقاومة للأدوية المضادة للتشنجات حيث يعد استئصال الفص الصدغي الامامي خياراً علاجياً جيداً للتخلص من مثل هذا النوع من نوبات الصرع أو التقليل من الاعتماد على الأدوية المضادة للتشنجات.
ان هذا النوع من العمليات الجراحية تطور بشكل ملحوظ في السنوات السابقة حيث يتم استخدامها في جميع مراكز جراحة الأعصاب في العالم كخيار علاجي عند الحاجة.
المقالات الطبية الحديثة تظهر أن معدل التخلص من النوبات التشنجية الناتجة عن صرع الفص الصدغي المتوسط بعد إجراء عملية استئصال الفص الصدغي الأمامي هو 70%.

## دواعي العملية الجراحية
اإن اختيار المريض المناسب يعتمد على توافق البيانات المستمدة من الصور الطبية والتخطيط الكهربائي للدماغ، والتقييم العصبي النفسي للتاكد من:
1. المريض الذي يعاني فعلياً من صرع الفص الصدغي المتوسط.
2. تحديد موقع نشوء الشحنات الكهربائية والتيقن من امكانية استئصالها جراحياً.
3. معرفة ان كانت الفائدة المرجوة من العملية الجراحية تفوق المضاعفات الجانبية إذا حدثت، كضعف الذاكرة أو القصور اللغوي.[1]

## العملية الجراحية
يتم إجراء العملية الجراحية في العادة تحت التخدير العام الا إذا كان هنالك حاجة لتخطيط كهربائي لقشرة لدماغ (Electrocorticography) أو تخطيط لغوي وهذا يحتاج لتحضيرات خاصة من قبل طبيب التخدير وجراح الأعصاب.
وضع المريض بعد تخديره على ظهره على طاولة العمليات مع لف الرأس جانبياً 90 درجة تقريباً ومن ثم يتم تثبيت الرأس.
حلق الشعر وتعقيم مكان العملية الجراحية بالمواد الطبية اللازمة. شق الجلد بشكل طولي عمودي على القوس الوجني (Zygomatic arch) أمام الزنمة ب1.5 سم وصولاً إلى الخط الصدغي العلوي. (ان اختيار شكل الجرح وطوله وابعاده يختلف من جراح إلى آخر وذلك يعتمد على طبيعة العملية الجراحية وخصوصية المريض).

العضلة الصدغية والخط الصدغي العلوي والسفلي.

بعد شق الجلد يتم شق الانسجة وصولاً إلى العضلة الصدغية (Temporalis muscle) مع الأخذ بعين الاعتبار المحافظة على الشريان الصدغي السطحي (Superficial temporal artery) وصولاً إلى العظم الصدغي.
يتم احداث ثقبين في الجمجمة تحت كل نهاية من الجرح ثم يتم فتح الجمجمة (حج الجمجمة) باستخدام منشار خاص. (قد يكون عدد الثقوب أكثر أو أقل وهذا يعتمد على حجم الفتحة وما يفضله الجراح). بعد ذلك يصقل الجناح الكبير للعظم الوتدي (Greater wing of sphenoid bone) باستخدام مقارض خاصة أو المثقاب حتى يتم الكشف على الفص الصدغي بشكل أكبر.
يتم فتح الجافية بشكل هلالي على أن تكون القاعدة باتجاه العظم الوتدي ومن ثم يظهر الفص الصدغي والجزء السفلي من الفص الجبهي حيث يفصل بينهما الشق الجانبي أو الثلم الوحشي.
يظهر الوريد التفاغري السفلي (وريد لابه) (vein of Labbé, Inferior anastomotic vein) على سطح الدماغ في هذه المنطقة تحت الجافية وهو من الأوردة الهامة التي يجب تحديدها والمحافظة عليها.
تظهر الآن الجهة الوحشية من الفص الصدغي حيث تتكون من 3 تلافيف: علوي ومتوسط وسفلي.

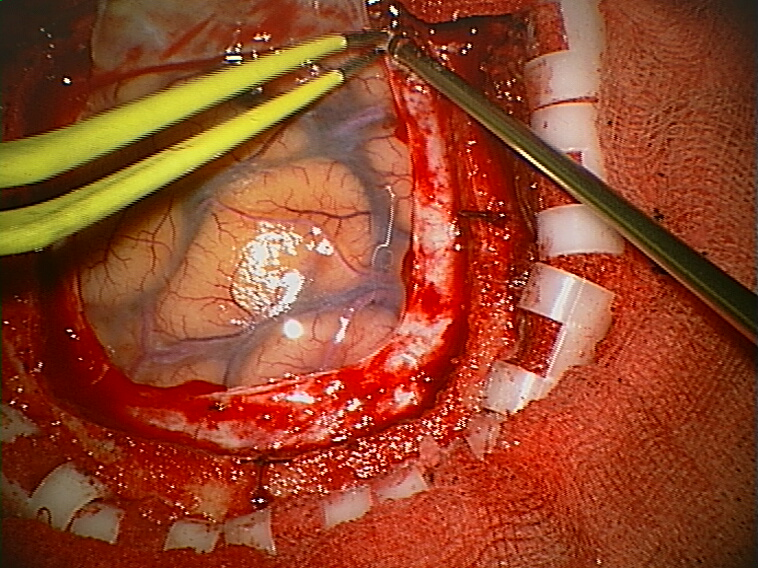
شكل الدماغ بعد شق الجلد، ثم فتح الجمجمة، ثم فتح الجافية

يبدأ الآن ازالة الجزء المطلوب من الدماغ على مرحلتين:
- المرحلة الأولى: إزالة القشرة الحديثة من الدماغ neocortix

يتم استئصال 4 سم من القشرة الحديثة من الفص الصدغي، حيث يتم احتسابها من القطب إلى الخلف على التلفيف المتوسط من الفص الصدغي. وإذا كان الاستئصال على الجهة غير المهيمنة فان الاستئصال ممكن أن يمتد إلى 6 سم في بعض الحالات.
تم استحداث طريقة استئصال أكثر محافظة حيث يستأصل من 3 إلى 3.5 سم من القشرة الحديثة بغض النظر ان كانت الجهة المطلوبة مهيمنة أم لا. حيث بعد احتساب المسافة يتم قطع التلفيف المتوسط والتلفيف السفلي وصولا إلى القاعدة بعمق 2 إلى 3 سم باتجاه القرن السفلي من البطين الجانبي ثم يتم قطع 1.5 إلى 2 سم من الجهة الأمامية للتلفيف العلوي (يتم تأخير التلفيف العلوي حفاظاً على الأوعية الدموية الدماغية التي فوقه قدر الإمكان خلال العملية الجراحية).
- المرحلة الثانية: ازالة الجزء المتوسط من الفص الصدغي mesial temporal lobe

حيث يتم ازالة الجزء الأمامي من الحُصيْن Hippocampus والتلفيف المجاور للحصين parahippocampal gyrus على مرحلة، و‌اللوزة الدماغية amygdala على مرحلة أخرى. حيث يتم تحديدهم عند الوصول إلى القرن السفلي من البطين الجانبي.
بعد المرحلة الثانية تنتهي الجراحة ويتم اغلاق الجافية، ثم ارجاع العظمة الحرة من الجمجمة، ثم اغلاق جلدة الرأس.

## نتائج العملية الجراحية
انخفاض في عدد النوبات التشنجية وحدتها مصحوبة بتحسن في الأداء الوظيفي اليومي للمريض  حيث أظهرت بعض الدراسات إلى أن 70% من المرضى الذين أجريت لهم هذه العملية يتخلص من النوبات التشنجية.
توجد دراسات أظهرت أنه قد يكون هنالك زيادة ملحوظة في الإدراك لدى المرضى وزيادة في مقياس الذكاء

## الأعراض الجانبية المصاحبة للعملية الجراحية
- الوفيات المباشرة الناتجة عن هذه العملية نادرة جدا.[15]
- خزل شقي دائم hemiparesis ونسبته أقل من 1%.
- خلل في الربع العلوي للمجال البصري في الجهة المقابلة لمكان العملية الجراحية.
- تجلطات في الأوعية الدموية الدماغية العميقة.
- خلل في وظائف الأعصاب القحفية المحيطة وخاصة (الثالث أوالرابع أوالسابع). يكون دائم أقل من 1% من الحالات.
- خلل نفسي وذلك يمتد من أسابيع إلى أشهر بعد العملية الجراحية وهذا في 50% من الحالات.[16]
- ذهان وقد تصل نسبته إلى 10% من الحالات.[17]
- خلل في الذاكرة وقد يكون جزئي وذلك في 25 إلى 50 % من الحالات [18] أو كلي وذلك أقل من 1% من الحالات.[19]
- خلل في اللغة وخاصة عند إجراء العملية في الجهة المهيمنة من الدماغ في 25% من الحالات حيث أنها بالعادة تكون مؤقتة. تكون دائمة في أقل من 1% من الحالات.[20]